# Бойкот на летните олимпийски игри 1980
Бойкотът на Летни олимпийски игри 1980, провели се в Москва, е част от редица действия, инициирани от САЩ в знак на протест срещу участието на СССР във войната в Афганистан. Това действие на САЩ е последвано от бойкот на Летните олимпийски игри през 1984 в Лос Анжелис, когато СССР и страните с комунистически режими отказват участие и организират алтернативни спортни игри Дружба-1984.

## Причини и събития
Съветската инвазия в Афганистан през 1979 кара Джими Картър да издаде ултиматум на 20 януари 1980, предупреждаващ, че САЩ ще бойкотират Летните олимпийски игри в Москва, ако съветските войски не се изтеглят от Афганистан в рамките на един месец.
Плюсовете и минусите на вероятен бойкот се обсъждат на няколко срещи в хотел „Билдерберг“ в Аахен, Германия. В крайна сметка е прието, че подобно действие от страна на САЩ в световен мащаб ще бъде възприето като сантиментално, а не като стратегически акт. По време на срещата африкански представител заявява, че бойкотът ще е „ефективен символичен протест не само срещу инвазията на Съюза в Афганистан, но и за видимото страдание на жителите на самия СССР“. Същият представител уведомява съветските делегати, че бойкотът ще се състои независимо от това дали ще предизвика отговор. Администрацията на Картър оказва натиск върху страните от НАТО, тъй като доста от тях са били против бойкота. Канцлерът на ФРГ Хелмут Шмит се оплаква от отношението на Щатите към съюзниците им и становището, че „добрият съюзник трябва да прави това, което му се нареди“. Същевременно САЩ изпращат свои дипломатически мисии в Танзания, Нигерия и Сенегал, за да се склонят правителствата на страните да се присъединят към бойкота. Американската преса обаче оценява резултата от мисиите като провал.
Към бойкота, обявен от Съединените щати, в крайна сметка се присъединяват и други страни, сред които Япония, Западна Германия (Шмит успява да убеди националния олимпийски комитет да не изпраща екип на Игрите), Китай, Филипините, Аржентина и Канада. Някои от тези страни участват и в бойкота от 1984. Великобритания, Франция и Австралия подкрепят безпрекословно бойкота, но дават свобода на своите атлети да участват, ако желаят. В резултатът на това решение Великобритания и Франция изпращат много по-малочислени делегации от атлети от обикновено. Английските отбори по езда, хокей на трева и ветроходство бойкотират напълно Летните олимпийски игри в Москва. Въпреки това, делегацията на Великобритания е най-многочислената сред страните от Западна Европа, като наброява 170 атлети.
Испания, Италия, Швеция, Исландия и Финландия са сред другите страни, които представят Западна Европа. Изключение правят само тези италиански атлети, които принадлежат към военни структури, тъй като страната е член на НАТО и правителството официално е решило да подкрепи бойкота. Някои спортисти, родени в САЩ, но с чуждо гражданство, също участват в Игрите в Москва, но като състезатели на Италия, Австралия и др. страни.
На церемониите по откриването и закриването атлети от много страни, в това число Австралия, Андора, Белгия, Дания, Франция, Обединеното Кралство, Ирландия, Италия, Люксембург, Нидерландия, Португалия, Пуерто Рико, Сан Марино, Испания и Швейцария маршируват под олимпийския флаг вместо под националните си знамена. Въпреки че правителството на Нова Зеландия официално подкрепя бойкотирането на Игрите, четирима атлети от тази страна се състезават, но не за страната си. Същевременно атлети от 16 други страни също не представят родините си и на церемонията по награждаването звучи олимпийският химн вместо този на съответната страна. В резултат на това се случва церемония, по време на която са вдигнати три олимпийски флага.
Въпреки бойкота и участието на едва 80 страни, на Игрите са подобрени много рекорди.

## Отговор на спортистите
На 24 май 1980 в Бъфало, щата Ню Йорк, по време на Щатския олимпийски изпит за маратон, Гари Фанели води състезанието в продължение на 24 км с протестна тениска, на която пише „Пътят към Москва свършва тук“.

## Страни, които не участват
65 страни не вземат участие в олимпийските игри, въпреки че са поканени. Някои от тях не участват нито в бойкота, нито в игрите, поради икономически причини. Катар така и не получава покана за участие. Страните, които не участват в Игрите от 1980, са:
- Албания
- Антигуа и Барбуда
- Аржентина
- Бахами
- Бахрейн
- Бангладеш
- Барбадос
- Белиз
- Бермуда
- Боливия
- Канада
- Кайманови острови
- ЦАР
- Чад
- Чили
- Китай
- Кот д'Ивоар
- Египет
- Ел Салвадор
- Фиджи
- Габон
- Гамбия
- Гана
- Хаити
- Хондурас
- Хонконг
- Индонезия
- Иран
- Израел
- Япония
- Кения
- Южна Корея
- Либерия
- Лихтенщайн
- Малави
- Малайзия
- Мавриций
- Монако
- Мароко
- Мавритания
- Нидерландски Антили
- Нигер
- Норвегия
- Пакистан
- Панама
- Папуа Нова Гвинея
- Парагвай
- Филипини
- Катар
- Саудитска Арабия
- Сингапур
- Сомалия
- Судан
- Суринам
- Свазиленд
- Тайван
- Тайланд
- Того
- Тунис
- Турция
- ОАЕ
- САЩ
- Уругвай
- Вирджински острови
- ФРГ
- Заир